# Fabio Carbone
Fábio Carbone (ur. 4 września 1980 w São Paulo) – brazylijski kierowca wyścigowy.

## Kariera
Carbone rozpoczął karierę w wyścigach samochodowych w 1998 roku. Startował w Formule Chevrolet, Formule Renault 2.0 oraz Formule Renault 3.5, Brytyjskiej Formule 3, Formule 3 Euro Series, Formule Nippon, A1 Grand Prix oraz w innych niższych seriach. Zwyciężył w Masters of Formula 3 2002.

## Statystyki
| Sezon     | Seria                                  | Zespół                    | Wyścigi | Zwycięstwa | PP | NO | Podium | Punkty | Pozycja |
| --------- | -------------------------------------- | ------------------------- | ------- | ---------- | -- | -- | ------ | ------ | ------- |
| 1998      | Brazylijska Formuła Chevrolet          | Mico's Racing             | 4       | 2          |    |    | 4      | 0      | NS†     |
| 1999      | Brazylijska Formuła Chevrolet          | Full Time Racing          | 10      | 2          |    |    | 8      |        | 2       |
| 2000      | Brazylijska Formuła Chevrolet          |                           | 12      | 1          | 1  | 1  | 6      | 86     | 5       |
| 2000      | Włoska Formuła Renault                 | ADM International         | 1       | 0          | 0  | 0  | 0      | 0      | NS      |
| 2001      | Europejski Puchar Formuły Renault 2000 | Adm Junior Team           | 6       | 0          | 0  | 0  | 2      | 70     | 6       |
| 2001      | Włoska Formuła Renault                 | Adm Junior Team           | 10      | 2          | 1  | 1  | 3      | 154    | 3       |
| 2002      | Brytyjska Formuła 3                    | Fortec Motorsport         | 25      | 0          | 1  | 0  | 4      | 137    | 6       |
| 2002      | Formuła 3 Korea Super Prix             | Fortec Motorsport         | 1       | 0          | 0  | 0  | 0      | N/A    | 4       |
| 2002      | Grand Prix Makau                       | Fortec Motorsport         | 1       | 0          | 0  | 0  | 0      | N/A    | NS      |
| 2002      | Masters of Formula 3                   | Fortec Motorsport         | 1       | 1          | 1  | 0  | 1      | N/A    | 1       |
| 2002      | Niemiecka Formuła 3                    | Opel Team KMS             | 0       | 0          | 0  | 0  | 0      | 0      | NS      |
| 2003      | Formuła 3 Euroseries                   | Signature                 | 20      | 1          | 0  | 0  | 4      | 55     | 6       |
| 2003      | Brytyjska Formuła 3                    | Hitech Racing             | 2       | 0          | 0  | 0  | 0      | 1      | 25      |
| 2003      | Formuła 3 Korea Super Prix             | Signature Plus            | 1       | 0          | 0  | 0  | 0      | N/A    | 8       |
| 2003      | Grand Prix Makau                       | Signature Plus            | 1       | 0          | 1  | 0  | 1      | N/A    | 2       |
| 2003      | Masters of Formula 3                   | Signature Plus            | 1       | 0          | 0  | 0  | 0      | N/A    | 10      |
| 2004      | Japońska Formuła 3                     | ThreeBond Racing          | 20      | 1          | 0  | 3  | 3      | 127    | 8       |
| 2004      | Bahrain F3 Superprix                   | ThreeBond Racing          | 1       | 0          | 0  | 0  | 0      | N/A    | 5       |
| 2004      | Grand Prix Makau                       |                           | 1       | 0          | 0  | 0  | 0      | N/A    | 4       |
| 2005      | Formuła 3 Euroseries                   | Signature                 | 20      | 0          | 0  | 0  | 0      | 14     | 13      |
| 2005      | Formuła Renault 3.5                    | EuroInternational         | 4       | 0          | 0  | 0  | 0      | 7      | 22      |
| 2005      | Grand Prix Makau                       | Signature                 | 1       | 0          | 0  | 0  | 0      | N/A    | 12      |
| 2005/2006 | A1 Grand Prix                          | Team Brasil               | 0       | 0          | 0  | 0  | 0      | 0      | NS      |
| 2006      | Japońska Formuła 3                     | ThreeBond Racing          | 18      | 2          | 3  | 0  | 8      | 169    | 4       |
| 2006      | Grand Prix Makau                       | ThreeBond Racing          | 1       | 0          | 0  | 0  | 0      | N/A    | 10      |
| 2006      | Super GT Japan - GT500                 | NISMO                     | 1       | 0          | 0  | 0  | 1      | 20     | 17      |
| 2007      | Formuła Nippon                         | NTT DoCoMo Team Dandelion | 9       | 0          | 0  | 0  | 0      | 3      | 15      |
| 2007      | Super GT Japan - GT500                 | Nakajima Racing           | 9       | 1          | 0  | 0  | 3      | 69     | 2       |
| 2008      | Formuła Renault 3.5                    | Ultimate Signature        | 17      | 3          | 1  | 2  | 6      | 97     | 3       |
| 2008      | Super GT Japan - GT500                 | Nismo                     | 1       | 0          | 0  | 0  | 0      | 3      | 24      |
| 2011      | Brazilian Petrobras de Marcas Cup      | Full Time Sports          | 16      | 1          | 1  | 0  | 3      | 205    | 3       |
| 2012      | Brazilian Petrobras de Marcas Cup      | Full Time Sports          | 14      | 1          | 1  | 0  | 2      | 56     | 17      |
| 2012      | Brazilian Petrobras de Marcas Cup      | Serra Motorsport          | 14      | 1          | 1  | 0  | 2      | 56     | 17      |
| 2012      | Copa Caixa Stock Car                   | Bassani Racing            | 1       | 0          | 0  | 0  | 0      | 0      | NS      |

† – Carbone nie był zaliczany do klasyfikacji.

## Wyniki w Formule Renault 3.5
| Legenda oznaczeń w tabelach wyników Wyświetl szablon na nowej stronie | Legenda oznaczeń w tabelach wyników Wyświetl szablon na nowej stronie                                                                     |
| Oznaczenie                                                            | Wyjaśnienie |
| --------------------------------------------------------------------- | --- |
| Złoty                                                                 | Zwycięzca lub mistrzostwo |
| Srebrny                                                               | 2. miejsce lub wicemistrzostwo |
| Brązowy                                                               | 3. miejsce lub II wicemistrzostwo |
| Zielony                                                               | Ukończył, punktował (w klasyfikacji generalnej, gdy zdobył co najmniej jeden punkt na przestrzeni sezonu, poza trzema powyższymi opcjami) |
| Niebieski                                                             | Ukończył, nie punktował (w klasyfikacji generalnej, gdy nie zdobył co najmniej jednego punktu na przestrzeni sezonu)                      |
| Czerwony                                                              | Nie zakwalifikował się (NZ) |
| Czerwony                                                              | Nie prekwalifikował się (NPK) |
| Różowy                                                                | Nie ukończył (NU) |
| Różowy                                                                | Niesklasyfikowany (NS) (w klasyfikacji generalnej, gdy nie został sklasyfikowany w żadnym wyścigu sezonu)                                 |
| Czarny                                                                | Zdyskwalifikowany (DK) |
| Czarny                                                                | Wykluczony (WYK/EX) |
| Biały                                                                 | Nie wystartował (NW) |
| Biały                                                                 | Kontuzjowany (K/INJ) |
| Biały                                                                 | Wyścig odwołany (OD/C) |
| Bez koloru                                                            | Został wycofany (WYC/WD) |
| Bez koloru                                                            | Nie przybył (NP/DNA) |
| Bez koloru                                                            | Nie brał udziału w treningach (NT/DNP) |
| Bez koloru                                                            | Nie został zgłoszony (–) |
| Pogrubienie                                                           | Start z pole position |
| Kursywa                                                               | Najszybsze okrążenie wyścigu |
| †                                                                     | Nie ukończył, ale jego rezultat został zaliczony ze względu na przejechanie więcej niż 90% dystansu wyścigu.                              |
| *                                                                     | Sezon w trakcie |
| 1/2/3                                                                 | Punktowana pozycja w sprincie kwalifikacyjnym                                                                                             |
| Lista systemów punktacji Formuły 1                                    | |

| Rok  | Zespół             | Wyniki w poszczególnych eliminacjach | Wyniki w poszczególnych eliminacjach | Wyniki w poszczególnych eliminacjach | Wyniki w poszczególnych eliminacjach | Wyniki w poszczególnych eliminacjach | Wyniki w poszczególnych eliminacjach | Wyniki w poszczególnych eliminacjach | Wyniki w poszczególnych eliminacjach | Wyniki w poszczególnych eliminacjach | Wyniki w poszczególnych eliminacjach | Wyniki w poszczególnych eliminacjach | Wyniki w poszczególnych eliminacjach | Wyniki w poszczególnych eliminacjach | Wyniki w poszczególnych eliminacjach | Wyniki w poszczególnych eliminacjach | Wyniki w poszczególnych eliminacjach | Wyniki w poszczególnych eliminacjach | Punkty | Pozycja |
| ---- | ------------------ | ------------------------------------ | ------------------------------------ | ------------------------------------ | ------------------------------------ | ------------------------------------ | ------------------------------------ | ------------------------------------ | ------------------------------------ | ------------------------------------ | ------------------------------------ | ------------------------------------ | ------------------------------------ | ------------------------------------ | ------------------------------------ | ------------------------------------ | ------------------------------------ | ------------------------------------ | ------ | ------- |
| 2005 | EuroInternational  | BEL                                  | BEL                                  | MON                                  | VAL                                  | VAL                                  | FRA                                  | FRA                                  | BIL                                  | BIL                                  | DEU                                  | DEU                                  | GBR                                  | GBR                                  | PRT                                  | PRT                                  | ITA                                  | ITA                                  | 7      | 22      |
| 2005 | EuroInternational  | -                                    | -                                    | -                                    | -                                    | -                                    | -                                    | -                                    | -                                    | -                                    | -                                    | -                                    | 9                                    | 8                                    | 15                                   | 9                                    | -                                    | -                                    | 7      | 22      |
| 2008 | Ultimate Signature | ITA                                  | ITA                                  | BEL                                  | BEL                                  | MON                                  | GBR                                  | GBR                                  | HUN                                  | HUN                                  | DEU                                  | DEU                                  | FRA                                  | FRA                                  | PRT                                  | PRT                                  | ESP                                  | ESP                                  | 97     | 3       |
| 2008 | Ultimate Signature | DK                                   | NU                                   | 15                                   | NU                                   | 12                                   | 4                                    | 5                                    | 3                                    | 1                                    | 1                                    | 6                                    | 3                                    | 2                                    | 1                                    | NU                                   | 5                                    | 10                                   | 97     | 3       |